# Alfred George Robyn
Alfred george robyn (Saint Louis (Missouri), 29 abril, 1860 – Nova York, 18 d'octubre, 1935), era un compositor estatunidenc, educador musical, director, organista i pianista. Era fill de l'emigrant William Robyn (1814-1905) d'Emmerik, també compositor, professor de música i director d'orquestra. Alfred George Robyn va utilitzar els pseudònims per a determinades obres: A. G. Nybor i Sixteenth Streat.ç

## Biografia
Robyn va rebre les seves primeres lliçons de música del seu pare William Robyn. Als onze anys esdevingué organista de l'església de St. John de Saint Louis (Missouri). Posteriorment també va exercir com a organista a l'església presbiteriana de Grand Avenue, a l'església del Temple Israel i a l'església de la Santa Comunió. També va ser organista de l'església de Sant Miquel, l'església de l'Anunciació i l'església de la Immaculada Concepció.
Com a pianista solista, va fer una gira de concerts pels Estats Units amb la "Emma Abbott Concert Company" el 1878. Robyn va ser directora del Teatre Olímpic de Saint Louis (Missouri) i va dirigir, entre altres coses, l'estrena de l'òpera satírica "L'Afr me; or, The Tale of a Dark Continent" de Wayman C. McCreery, basada en un llibret de William Schuyler. També va ensenyar música a les escoles públiques de Saint Louis, Missouri durant aproximadament 25 anys. També va ser professor al Conservatori de Música de Strassberger.
De 1891 a 1893 va ser pianista del "Beethoven Trio Club" de Saint Louis, Missouri. De 1894 a 1902 va ser director de l'orquestra de l'Apollo Club. El 1910 es va traslladar a Brooklyn i va succeir a Clarence Eddy com a organista a l'Església Congregacional de Tornpkins Avenue a Brooklyn. El 1912 va tornar a Saint Louis i va esdevenir organista de l'església metodista de Sant Andreu. Durant aquest temps també va ser director de la "Marion English Opera Company" a Saint Louis i instructor de l'Oficina de Veterans dels Estats Units. El 1909 va ser nomenat doctor honoris causa de la Saint Louis University (SLU) de Saint Louis (Missouri).
El 1910 va tornar a marxar a Nova York i s'hi va quedar fins a la seva mort.
Com a compositor és autor d'aproximadament 300 obres de diversos gèneres, teatre musical (òperes, 28 operetes), obres per a orquestra, banda de concerts, cors, música vocal, música sacra i música de cambra. Va ser membre de la Societe des Beaux Arts de París.

## Composicions
Per la seva llarga llista de composicions, aneu al seu arxiu de la Viquipèdia neerlandesa.